# بكسل أوبس
بكسل أوبس هي شركة مصنعة لألعاب تأسست سنة 2014، وهي تابعة لشركة سوني إنتراكتيف إنترتينمنت وقامت بصنع لعبتين وهما إنتويند وكونكريت جيني.

## روابط خارجية
- بكسل أوبس على موقع IMDb (الإنجليزية)